# Eunaticina linneana
Eunaticina linneana is een slakkensoort uit de familie van de Naticidae. De wetenschappelijke naam van de soort is voor het eerst geldig gepubliceerd in 1843 door Récluz.